# Hãn quốc Hậu Đột Quyết
Hãn quốc Hậu Đột Quyết (tiếng Turk cổ: 𐱅𐰇𐰼𐰜:𐰃𐰠, đã Latinh hoá: Türük el, n.đ. 'Quốc gia của người Turk', tiếng Trung: 後突厥; bính âm: Hòu Tūjué, được biết đến là đất nước Turk Bilge Qaghan (tiếng Turk cổ: 𐱅𐰇𐰼𐰝:𐰋𐰃𐰠𐰏𐰀:𐰴𐰍𐰣:𐰃𐰠𐰭𐰀, đã Latinh hoá: Türük Bilgä Qağan eli) trên văn bia Bain Tsokto) là một hãn quốc ở Trung và Đông Á được thành lập bởi bộ lạc Ashina của Đột Quyết. Tiền thân của nó là Hãn quốc Đông Đột Quyết (552-630) và sau đó là Đại Đường cai trị (630-682). Khả hãn thứ hai đã tập trung vào Ötüken ở thượng nguồn của sông Orkhon. Nó đã được thành công bởi Hồi Cốt.

## Danh sách các vua Hậu Đột Quyết

### Khả hãn
| Khả hãn         | Trị vì  | Tên vương gia             | Tên đầy đủ                         |
| --------------- | ------- | ------------------------- | ---------------------------------- |
| Ilterish Qaghan | 682–692 | Hiệt Điệt Lợi Thi Khả hãn | 阿史那骨篤祿 A Sử Na Cốt Đốc Lộc   |
| Qapaghan Qaghan | 692–716 | Thiên Thiện Khả hãn       | 阿史那默啜 A Sử Na Mặc Xuyết       |
| Inel Qaghan     | 716–717 | Thác Tây Khả hãn          | 阿史那匐俱 A Sử Na Bặc Câu         |
| Bilge Qaghan    | 717–734 | Bì Gia Khả hãn            | 阿史那默棘連 A Sử Na Mặc Cức Liên  |
| Yollıg Khagan   | 734–739 | Y Nhiên Khả hãn           | 阿史那伊然 A Sử Na Y Nhiên         |
| Tengri Qaghan   | 739–741 | Đằng Các Lý Khả hãn       | 阿史那骨咄 A Sử Na Cốt Đốt         |
| Ozmish Qaghan   | 742–744 | Ô Tô Mễ Thi Khả hãn       | 阿史那乌苏米施 A Sử Na Ô Tô Mễ Thi |

#### Thời kỳ không vị (741-745)
| Khả hãn                             | Trị vì  | Tên vương gia                                                           | Tên đầy đủ                             |
| ----------------------------------- | ------- | ----------------------------------------------------------------------- | -------------------------------------- |
| Kutluk Yabgu Khagan (usurper)       | 741–742 | Cốt Đốt Diệp Hộ Khả hãn                                                 | 骨咄葉護 Cốt Đốt Diệp Hộ               |
| Ashina Shi (claimant, Basmyl chief) | 742–744 | Hạ Lạp Bì Gia Khả hãn/Hiệt Điệt Y Thi Khả hãn/Hiệt Điệt Mật Thi Khả hãn | 阿史那施 A Sử Na Thi                   |
| Kulun Beg (claimant)                | 744–745 | Bạch Mi Khả hãn                                                         | 阿史那鹘陇匐 A Sử Na Cốt Lũng Bặc      |
| Kutlug I Bilge Kagan                | 744-747 | Cốt Đốt Lộc Bì Gia Khuyết Khả hãn                                       | 藥羅葛逸标苾 Dược La Cát Dật Phiêu Bật |

Thời kỳ sau
- Eletmish Bilge Kagan (Anh Võ Uy Viễn Bì Gia Khuyết Khả hãn) 747–759[13] (con trai của Dược La Cát Dật Phiêu Bật)
- Bügü Kagan (Mâu Vũ Khả hãn) 759–780[13]
- Tun Baga Tarkhan (Võ Nghĩa Thành Công Khả hãn) 780-789
- Külüg Bilge Qaghan (Trung Trinh Khả hãn) 790
- Qutluq Bilge Qaghan (Phụng Thành Khả hãn) 790-795
- Qutluq II (Hoài Tín Khả hãn) 795-808
- Baoyi Qaghan (Bảo Nghĩa Khả hãn) 808-821
- Chongde Qaghan (Sùng Đức Khả hãn) 821-824
- Zhaoli Qaghan (Chiêu Lễ Khả hãn) 824-833
- Zhangxin Qaghan (Chương Tín Khả hãn) 833-839
- Qasar Qaghan (Kha Táp Khả hãn) 839-840
- Wujie Qaghan (Ô Giới Khả hãn) 841-846
- Enian Qaghan (Át Niêm Khả hãn) 846-848